# Joaquim Henrique de Araújo
Joaquim Henrique de Araújo, segundo barão e primeiro e único visconde de Pirassununga (13 de junho de 1821 — Rio de Janeiro, 14 de outubro de 1883) foi um nobre brasileiro.

## Família
Filho de Joaquim Henrique de Araújo e Maria Bibiana de Araújo. Era casado com Luiza Bambina de Araújo Lima, filha de Pedro de Araújo Lima, marquês de Olinda, e Luiza Bernarda de Figueiredo e neta de José Bernardo de Figueiredo. Foi pai de Maria Bibiana de Araújo Lima, segunda baronesa do Rio Preto, casada com Domingos Custódio Guimarães Filho, 2º barão de Rio Preto. Foi avô de Julieta de Araújo Lima Guimarães, que se casou Antônio Carlos Ribeiro de Andrada, político brasileiro, prefeito de Belo Horizonte, presidente da Câmara dos Deputados do Brasil, senador da República, presidente da Assembleia Nacional Constituinte de 1932-1933, ministro de estado e presidente do estado de Minas Gerais. Era irmão de Maria José de Araújo Motta, baronesa do Pilar, esposa de José Pedro da Motta Sayão, barão do Pilar.

## Condecorações
- Barão do Pirrasununga
- Visconde do Pirassununga
- Oficial da Imperial Ordem da Rosa
- Comendador da Imperial Ordem de Cristo
- Comendador da Ordem de São Silvestre.[14][3]